# Hexastylis speciosa
Hexastylis speciosa är en piprankeväxtart som beskrevs av Harper. Hexastylis speciosa ingår i släktet Hexastylis och familjen piprankeväxter. Inga underarter finns listade i Catalogue of Life.